# تدوير لإنتاج منتج جديد أقل قيمة

التدوير لإنتاج منتج جديد أقل قيمة هي عملية تتمثل في تحويل النفايات أو المنتجات التالفة التي ليس لها قيمة إلى مواد أو منتجات جديدة ذات مستوى جودة أقل ووظائف أضعف ، ويهدف التدوير لإنتاج منتج جديد أقل قيمة إلى الحيلولة دون إضاعة المواد التي ربما تكون مفيدة وتقليل استهلاك المواد الخام الجديدة واستخدام الطاقة وتلوث الهواء وتلوث المياه. كما تشتمل أهدافه كذلك على تقليل انبعاثات غازات الدفيئة (رغم أن إعادة استخدام المواد الكيميائية السامة التالفة لأغراض أخرى يمكن أن يكون له تأثير معاكس) مقارنة بالمنتجات التي تكون أولية وحديثة. ومن أمثلة التدوير لإنتاج منتج جديد أقل قيمة تدوير اللدائن، والتي تؤدي إلى تحويل المواد إلى مواد بلاستيكية أقل قيمة.

وقد استخدم مصطلح التدوير لإنتاج منتج جديد أقل قيمة على يد راينر بيلز في مقابلة مع ثورنتون كاي في سالفو في عام 1994. 
 لقد تحدثنا عن التوجيه الخاص بتدفقات نفايات الهدم وشيك الظهور في الاتحاد الأوروبي. وقال «إعادة التدوير، بل إنني أطلق عليه التدوير لإنتاج منتج جديد أقل قيمة. فهم يقومون بسحق الطوب، بل يسحقون كل شيء. فما نحتاج إليه هو التدوير لإنتاج منتج جديد أكبر قيمة، حيث يتم إعطاء المنتجات القديمة قيمة أكبر، وليس قيمة أقل.» وهو يشعر باليأس تجاه الموقف الألماني، ويستدعي إمداد كمية كبيرة من قطع الخشب المستصلحة من مورد إنجليزي من أجل تعاقد في نورينبيرج، في حين أنه كانت تتواجد قطع مشابهة تم تخريدها أمامهم مباشرة. وفي الطريق أمام مقر إقامته، ظهرت نتيجة إعادة تدوير نفايات الهدم التي قام بها الألمان. فقد كانت عبارة عن مجموعة تبدو قرمزية اللون تحتوي على قطع من الطوب اليدوي والبلاط القديم وأجزاء واضحة من الأشياء القديمة المفيدة المختلطة بالإسمنت المسحوق. هل هذا هو مستقبل أوروبا؟

كما استخدم مصطلح التدوير لإنتاج منتج جديد أقل قيمة من خلال ويليام ماكدونو ومايكل براونجارت في كتابهما الذي صدر عام 2002 Cradle to Cradle: Remaking the Way We Make Things (من المهد إلى المهد: إعادة صياغة الطريقة التي نصنع بها الأشياء).
 كما ذكرنا، فإن معظم عمليات إعادة التدوير هي في الواقع عمليات تدوير لإنتاج منتج جديد أقل قيمة، حيث تؤدي إلى تقليل جودة المواد مع مرور الوقت. فعندما يتم تدوير البلاستيك بخلاف ذلك المستخدم في زجاجات الصودا والمياه، فإنه يتم خلطه بأنواع بلاستيك مختلفة لإنتاج خليط أقل جودة، ثم يتم تشكيله بعد ذلك لإنتاج مكونات غير منظمة ورخيصة الثمن، مثل مقاعد المتنزهات أو المطبات الصناعية البلاستيكية... والألومونيوم كذلك من المواد القيمة إلا أنه يخضع للتدوير لإنتاج منتج أقل قيمة بصفة دائمة. فالصودا النموذجية تتكون من نوعين من الألومونيوم: الجدران تتكون من سبيكة من الألومونيوم والمنجنيز بالإضافة إلى بعض المغنيسيوم، بالإضافة إلى الأغطية والطلاءات، في حين أن الجزء العلوي الأكثر صلابة يتكون من سبيكة الألومونيوم والماغنيسيوم. في التدوير التقليدي، تتم إذابة هذه المكونات معًا، مما يؤدي إلى الحصول على منتج أضعف وأقل فائدة.
وفي حين أنه وجه انتقاد
قاد إلى التدوير لإنتاج منتج جديد أقل قيمة لأنه يتسبب في تقليل قيمة المنتجات، إلا أنه يكون مبررًا فيما يتعلق بتقليل الطاقة وانبعاثات ثاني أكسيد الكربون (CO2) التي يمكن أن نتكلفها في حالة إنتاج منتجات من البداية باستخدام مواد خام جديدة.[بحاجة لمصدر]

## الخصائص
- إمكانية أقل لإعادة الاستخدام (مقارنة بإعادة التدوير «الكلاسيكي»)
- عدد أقل من التكرارات داخل الدورة
- مع كل دورة من دورات التدوير لإنتاج منتج جديد أقل قيمة:
  - تقل جودة المواد التي يتم تدويرها لإنتاج منتج أقل
  - تقل قيمتها بشدة
  - تتضاءل المتطلبات والمعايير ومستويات التوقعات (المطلوبة من خلال المعايير المناسبة ذات الصلة)
- بعد عملية التكرار الأخيرة، يصبح المنتج قد تم تدويره لإنتاج منتج جديد أقل قيمة وصولاً إلى مستوى النفايات العامة